# ガラティン
ガラティン（Galatyn, Galantyne）は、アーサー王伝説に登場する円卓の騎士ガウェインの剣。15世紀後半にトマス・マロリーによって書かれた中英語の散文『アーサー王の死』に登場する。また14世紀末頃の中英語の韻文『頭韻詩アーサーの死』ではガラス（Galuth）という名で登場する。
『アーサー王の死』によると、ローマ遠征の際にガウェインはガラティンを振るったとされる。